# Rhynchospora corniculata
Rhynchospora corniculata là loài thực vật có hoa trong họ Cói. Loài này được (Lam.) A.Gray miêu tả khoa học đầu tiên năm 1835.